# ویکی‌پدیای آرامی
ویکی‌پدیای آرامی (به آرامی: ܘܝܩܝܦܕܝܐ) نسخهٔ زبان آرامی وبگاه ویکی‌پدیا است.  ویکی‌پدیای زبان آرامی در ۱۲ مارس ۲۰۱۵ دارای حدود ۱٬۶۱۲ مقاله و ۹٬۹۸۷ کاربر ثبت‌نام کرده بود. شمار مقالات آن در ۲۸ آوریل ۲۰۲۱ به ۱٬۷۷۲ عدد رسید.